# Social- och hälsovårdsministeriet
Social- och hälsovårdsministeriet (finska Sosiaali- ja terveysministeriö, STM) är ett ministerium i Finland med uppgift att främja god hälsa hos befolkningen och att säkerställa en sund livsmiljö, tillräcklig inkomst och social- och hälsovård och social trygghet i olika livssituationer. 
Social- och hälsovårdsministeriet ansvarar för:
- Hälso- och socialpolitik
- Socialförsäkringskassan
- Hälsofrämjande
- Miljöhälsa
- Social- och hälsovårdstjänster
- Social trygghet (pension, sjuk- och arbetslöshetsförsäkring)
- Utveckling av privata försäkringar
- Jämställdhetsarbetet
- Forsknings- och utvecklingsverksamhet
- Internationellt samarbete

Social- och hälsovårdsminister i Regeringen Orpo sedan 20 juni 2023 är Kaisa Juuso.

## Underlydande myndigheter i urval
- Tillstånds- och tillsynsverket för social- och hälsovården Valvira
- Säkerhets- och utvecklingscentret för läkemedelsområdet Fimea